# Nathaniel P. Hill
Nathaniel Peter Hill, född 18 februari 1832 i Orange County, New York, död 22 maj 1900 i Denver, Colorado, var en amerikansk republikansk politiker. Han representerade delstaten Colorado i USA:s senat 1879-1885.
Hill utexaminerades 1856 från Brown University. Han undervisade sedan i kemi vid samma universitet 1856-1864. Han flyttade senare till Coloradoterritoriet. Han var 1871 borgmästare i Black Hawk. Han flyttade 1873 till Denver.
Hill efterträdde 1879 Jerome B. Chaffee som senator för Colorado. Han efterträddes sex år senare av Henry M. Teller. Hill var sedan verksam inom gruvdriften och som publicist i Denver. Han gravsattes på Fairmount Cemetery i Denver.